# Campeonato Mundial de Biatlón de 2011
El XLVII Campeonato Mundial de Biatlón se celebró en la localidad de Janti-Mansisk (Rusia) entre el 3 y el 13 de marzo de 2011 bajo la organización de la Unión Internacional de Biatlón (IBU) y la Unión Rusa de Biatlón.

## Resultados

### Masculino
| Evento                        | Oro                                                                                         | Plata                                                                                       | Bronce                                                                                     |
| ----------------------------- | ------------------------------------------------------------------------------------------- | ------------------------------------------------------------------------------------------- | ------------------------------------------------------------------------------------------ |
| 10 km velocidad (05.03)       | Arnd Peiffer · Alemania · 23:34,0                                                           | Martin Fourcade Francia 24:47,0                                                             | Tarjei Bø · Noruega · 24:59,2                                                              |
| 20 km individual (08.03)      | Tarjei Bø · Noruega · 48:29,9                                                               | Maxim Maximov · Rusia · 49:09,9                                                             | Christoph Sumann · Austria · 49:15,4                                                       |
| 12,5 km persecución (06.03)   | Martin Fourcade Francia 33:02,6                                                             | Emil Hegle Svendsen · Noruega · 33:06,4                                                     | Tarjei Bø · Noruega · 33:07,8                                                              |
| 15 km salida en grupo (12.03) | Emil Hegle Svendsen · Noruega · 38:42,7                                                     | Lukas Hofer · Italia · 38:57,0                                                              | Tarjei Bø · Noruega · 39:06,0                                                              |
| Relevos 4 × 7,5 km (11.03)    | Noruega · Ole Einar Bjørndalen · Alexander Os · Emil Hegle Svendsen · Tarjei Bø · 1:16:13,9 | Ucrania · Olexandr Bilanenko · Andri Deryzemlia · Serhi Semenov · Serhi Sedniev · 1:16:41,9 | Suecia · Fredrik Lindström · Magnus Jonsson · Carl Johan Bergman · Björn Ferry · 1:16:45,7 |

1. ↑  Descalificación por dopaje del medallista de plata, el ruso Yevgueni Ustiugov.[1]
2. ↑  Descalificación del relevo ruso ganador de la medalla de plata (conformado por Anton Shipulin, Yevgueni Ustiugov, Maxim Maximov e Ivan Cherezov), por dopaje de Ustiugov.[2]

### Femenino
| Evento                          | Oro                                                                                      | Plata                                                                         | Bronce                                                                                                 |
| ------------------------------- | ---------------------------------------------------------------------------------------- | ----------------------------------------------------------------------------- | --- |
| 7,5 km velocidad (05.03)        | Magdalena Neuner · Alemania · 20:31,2                                                    | Kaisa Mäkäräinen · Finlandia · 20:43,4                                        | Anastasiya Kuzmina · Eslovaquia · 21:11,2                                                              |
| 15 km individual (09.03)        | Helena Ekholm · Suecia · 47:08,3                                                         | Tina Bachmann · Alemania · 49:24,1                                            | Viktoriya Semerenko · Ucrania · 50:00,4                                                                |
| 10 km persecución (06.03)       | Kaisa Mäkäräinen · Finlandia · 30:00,1                                                   | Magdalena Neuner · Alemania · 30:21,7                                         | Helena Ekholm · Suecia · 31:43,7                                                                       |
| 12,5 km salida en grupo (12.03) | Magdalena Neuner · Alemania · 36:48,5                                                    | Daria Domracheva · Bielorrusia · 36:53,3                                      | Tora Berger · Noruega · 37:02,5                                                                        |
| Relevos 4 × 6 km (13.03)        | Alemania · Andrea Henkel · Miriam Gössner · Tina Bachmann · Magdalena Neuner · 1:13:31,1 | Francia Anaïs Bescond Marie-Laure Brunet Sophie Boilley Marie Dorin 1:14:18,3 | Bielorrusia · Nadezhda Skardino · Daria Domracheva · Nadzeya Pisarava · Liudmila Kalinchyk · 1:15:18,5 |

### Mixto
| Evento                                | Oro                                                                                         | Plata                                                                                  | Bronce                                                                       |
| ------------------------------------- | ------------------------------------------------------------------------------------------- | -------------------------------------------------------------------------------------- | ---------------------------------------------------------------------------- |
| Relevos 2 × 6 km + 2 × 7,5 km (03.03) | Noruega · Tora Berger · Ann Kristin Flatland · Ole Einar Bjørndalen · Tarjei Bø · 1:14:22,5 | Alemania · Andrea Henkel · Magdalena Neuner · Arnd Peiffer · Michael Greis · 1:14:45,4 | Francia Marie-Laure Brunet Marie Dorin Alexis Bœuf Martin Fourcade 1:15:38,7 |

## Medallero
| Núm. | País        | Oro | Plata | Bronce | Total |
| ---- | ----------- | --- | ----- | ------ | ----- |
| 1    | Alemania    | 4   | 3     | 0      | 7     |
| 2    | Noruega     | 4   | 1     | 4      | 9     |
| 3    | Francia     | 1   | 2     | 1      | 4     |
| 4    | Finlandia   | 1   | 1     | 0      | 2     |
| 5    | Suecia      | 1   | 0     | 2      | 3     |
| 6    | Bielorrusia | 0   | 1     | 1      | 2     |
| 6    | Ucrania     | 0   | 1     | 1      | 2     |
| 8    | Italia      | 0   | 1     | 0      | 1     |
| 8    | Rusia       | 0   | 1     | 0      | 1     |
| 10   | Austria     | 0   | 0     | 1      | 1     |
| 10   | Eslovaquia  | 0   | 0     | 1      | 1     |
|      | TOTAL       | 11  | 11    | 11     | 33    |